# Serguéi Verlin
Serguéi Verlin –en ruso, Сергей Верлин– (Vorónezh, URSS, 7 de octubre de 1974) es un deportista ruso que compitió en piragüismo en la modalidad de aguas tranquilas. 
Participó en los Juegos Olímpicos de Atlanta 1996, obteniendo una medalla de bronce en la prueba de K4 1000 m. Ganó nueve medallas en el Campeonato Mundial de Piragüismo entre los años 1993 y 1998, y tres medallas en el Campeonato Europeo de Piragüismo entre los años 1997 y 1999.

## Palmarés internacional
| Juegos Olímpicos   | Juegos Olímpicos          | Juegos Olímpicos  | Juegos Olímpicos |
| Año                | Lugar                     | Medalla           | Competición      |
| ------------------ | ------------------------- | ----------------- | ---------------- |
| 1996               | Atlanta (Estados Unidos)  | Medalla de bronce | K4 1000 m        |
| Campeonato Mundial |                           |                   |                  |
| Año                | Lugar                     | Medalla           | Competición      |
| 1993               | Copenhague (Dinamarca)    | Medalla de bronce | K4 10 000 m      |
| 1994               | Ciudad de México (México) | Medalla de oro    | K4 200 m         |
| 1994               | Ciudad de México (México) | Medalla de oro    | K4 500 m         |
| 1994               | Ciudad de México (México) | Medalla de oro    | K4 1000 m        |
| 1995               | Duisburgo (Alemania)      | Medalla de oro    | K4 500 m         |
| 1995               | Duisburgo (Alemania)      | Medalla de plata  | K4 200 m         |
| 1997               | Dartmouth (Canadá)        | Medalla de oro    | K4 200 m         |
| 1998               | Szeged (Hungría)          | Medalla de plata  | K2 200 m         |
| 1998               | Szeged (Hungría)          | Medalla de bronce | K4 1000 m        |
| Campeonato Europeo |                           |                   |                  |
| Año                | Lugar                     | Medalla           | Competición      |
| 1997               | Plovdiv (Bulgaria)        | Medalla de plata  | K4 200 m         |
| 1997               | Plovdiv (Bulgaria)        | Medalla de bronce | K4 500 m         |
| 1999               | Zagreb (Croacia)          | Medalla de bronce | K2 200 m         |